# Cryptocarya graehneriana
Cryptocarya graehneriana är en lagerväxtart som beskrevs av Teschn.. Cryptocarya graehneriana ingår i släktet Cryptocarya och familjen lagerväxter. Inga underarter finns listade i Catalogue of Life.